# لوئی-آبراهام فن لو
لوئی-آبراهام فن لو (انگلیسی: Louis-Abraham van Loo; تلفظ فرانسوی: [lwi abʁaam vɑ̃ lo]؛ ۱ ژانویهٔ ۱۶۵۳ – ۱۳ مهٔ ۱۷۱۲) نقاش اهل هلند-فرانسه بود.

وی یک نقاش سبک باروک و از اعضای سلسله نقاشان ون لو بود. لوئی-آبراهام پسر یاکوب فن لو نقاش دوران طلایی هلند و پدر نقاشان ژان-بتیست فن لو و شارل-آندره فن لو بود. بیشتر آثار وی در زمینه مذهبی و نقاشی برای کلیسا بوده است.
وی همچنین برندهٔ جوایزی همچون جایزه بزرگ رم شده‌است.

## نگارخانه

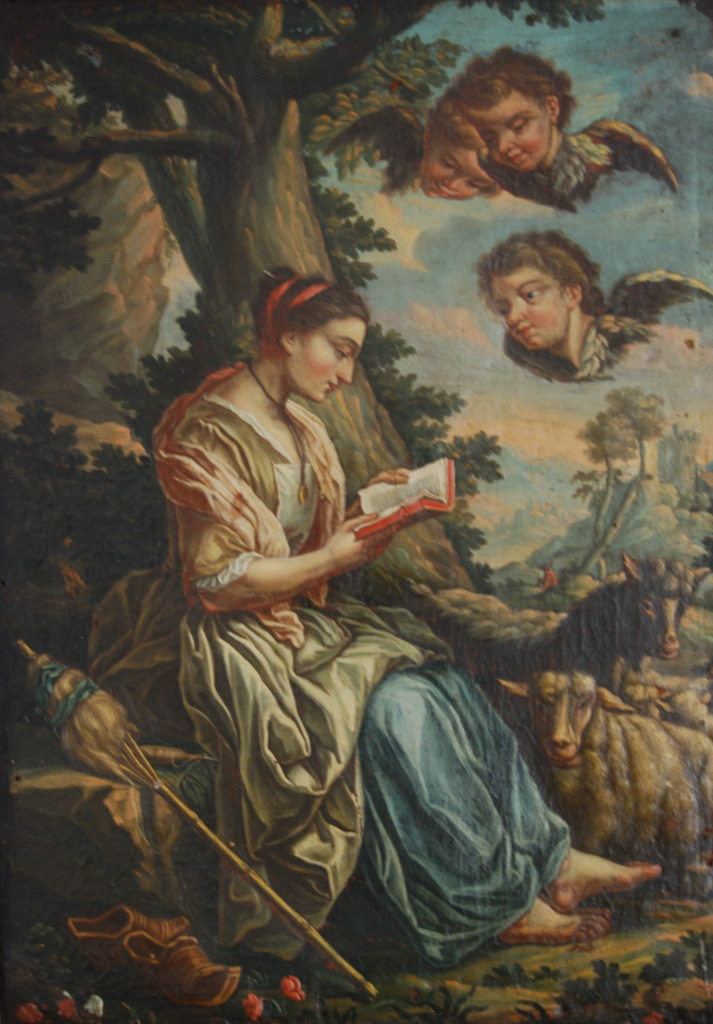
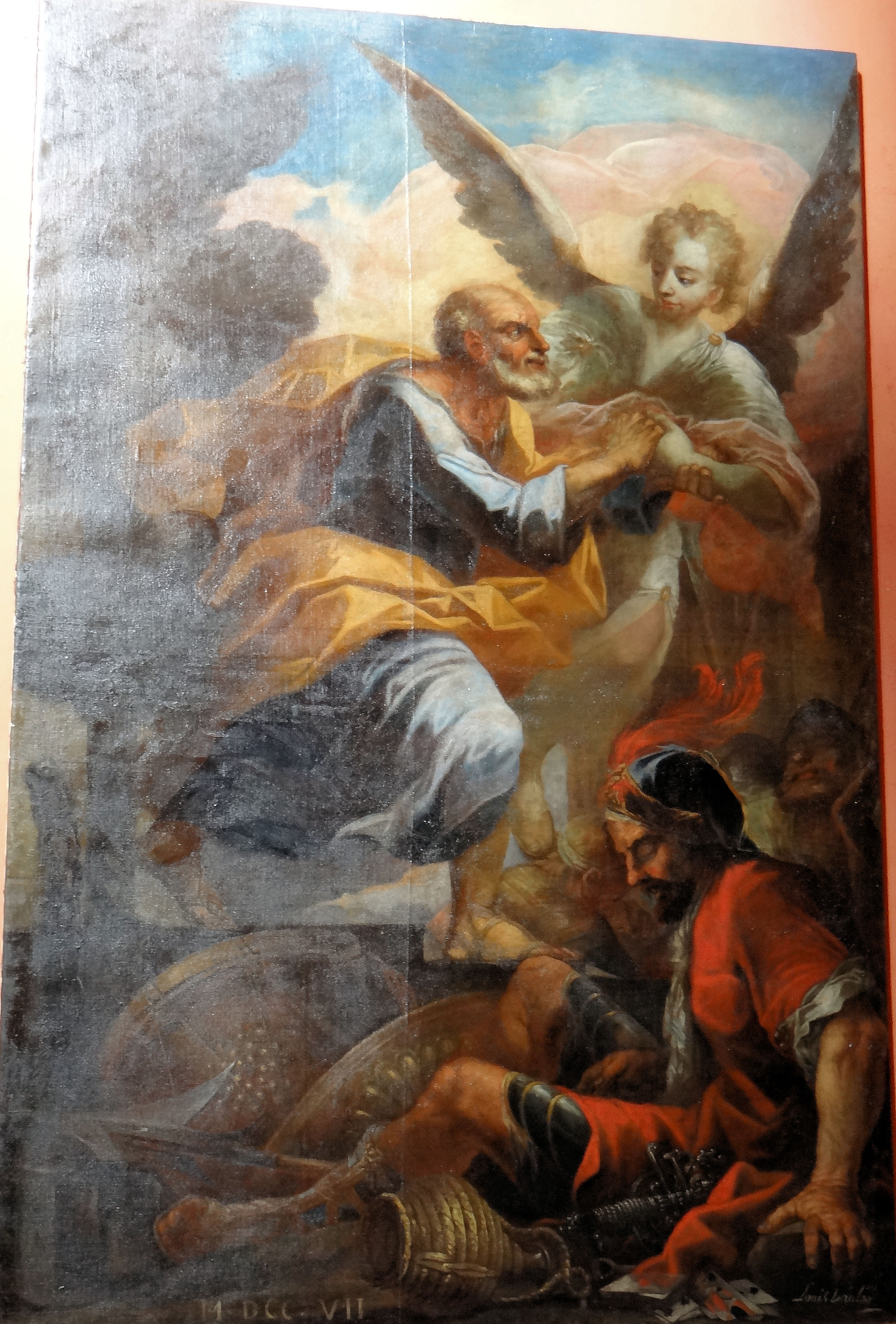
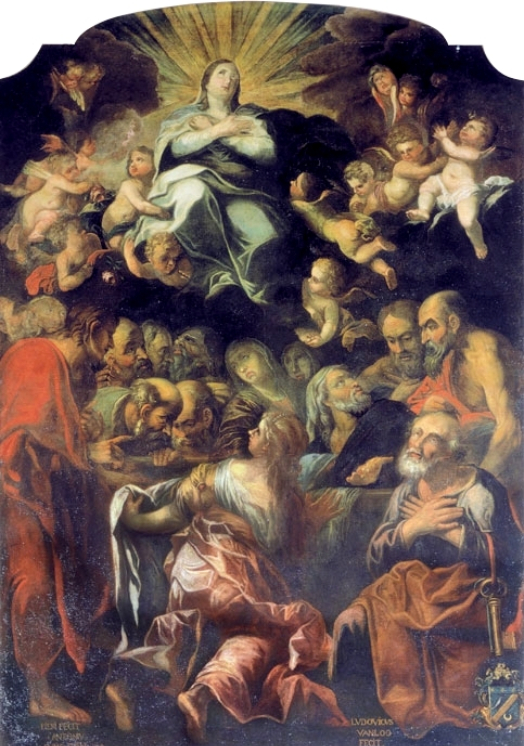